# 909 Ulla

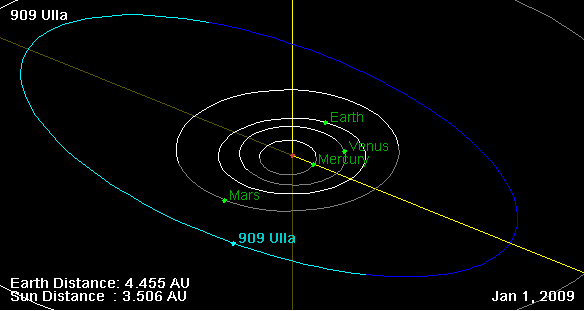
909 Ulla

909 Ulla eller 1919 FA är en stor asteroid i huvudbältet, som upptäcktes den 7 februari 1919 av den tyske astronomen Karl Wilhelm Reinmuth i Heidelberg. Den är uppkallad efter Ulla Ahrens, dotter till en vän till upptäckaren.
Asteroiden har en diameter på ungefär 116 kilometer och den tillhör asteroidgruppen Ulla.